# Granica niemiecko-szwajcarska
Granica niemiecko–szwajcarska – granica międzypaństwowa, ciągnąca się na długości 334 kilometrów od trójstyku z Austrią na wschodzie do trójstyku z Francją na zachodzie.
Granica pomiędzy tymi dwoma krajami przebiega nieomal niezmiennie od 1870 roku, gdy powstało państwo niemieckie. Granica biegnie w większości wzdłuż górnego biegu rzeki Ren. Trzy wyjątki to fragmenty, gdzie granica przechodzi przez środek Jeziora Bodeńskiego, zostawia Konstancję po stronie niemieckiej, zostawia fragment północnego brzegu rzeki po stronie szwajcarskiej.
Obecna północna granica Szwajcarii z ówczesnym Świętym Cesarstwem Rzymskim przybrała obecny kształt w 1648 roku, na mocy postanowień pokoju westfalskiego kończącego wojnę trzydziestoletnią. Wówczas ponadto cesarz rzymski uznał oficjalnie niepodległość Szwajcarii i jej formalne wyodrębnienie z Rzeszy Niemieckiej.
W listopadzie 1964 roku podpisano umowę o wymianie terytoriów o powierzchni 46 hektarów, która weszła w życie w październiku 1967 roku.

## Enklawa Büsingen
Niemiecka gmina Büsingen am Hochrhein stanowi enklawę w terytorium szwajcarskiego kantonu Szafuza.